# Запрещённые линии

Система энергетических уровней дважды ионизированного кислорода и переходы между ними, порождающие эмиссионные линии в спектре. Запрещённые переходы показаны зелёным цветом

Запрещённые ли́нии в спектроскопии — спектральные линии, соответствующие квантовым переходам, запрещённым правилами отбора, то есть такие переходы не запрещены другими законами, например, законами сохранения, но их вероятность очень мала.
Обычно запрещёнными называются линии, для которых не выполняются правила отбора для дипольного излучения, например линии, соответствующие переходам, разрешённым для квадрупольного или магнитного излучения. Такие запрещённые линии связаны с переходами между уровнями энергии с одинаковой чётности, запрещёнными для дипольного излучения. Вероятности запрещённых переходов (по сравнению с вероятностями разрешённых дипольных переходов) малы, но не равны нулю, и в благоприятных условиях интенсивность запрещённых линий может быть значительной.
Интенсивные запрещённые линии наблюдаются в спектрах туманностей и солнечной короны, а также в спектре полярных сияний. Эти линии долгое время не удавалось отождествить ни с одним из известных химических элементов и их приписывали гипотетическим элементам; линии в спектрах планетарных (газовых) туманностей — «небулию», а линии в спектре солнечной короны — «коронию». В 1920—1930-х годах было показано, что все ранее неотождествлённые интенсивные линии туманностей и солнечной короны являются запрещёнными линиями. Эти запрещённые линии наблюдаются благодаря разрежённости газа в космических условиях, так как за время жизни возбуждённого состояния (значительное вследствие малой вероятности запрещённых переходов, так называемые метастабильные состояния) возбуждённые атомы не успевают столкнуться с другими частицами и передать им энергию и, переходя на более низкие уровни, испускают фотоны.
В спектроскопии запрещённые линии принято обозначать символом элемента с указанием степени его ионизации римскими цифрами в квадратных скобках, например, линии метастабильных состояний нейтрального кислорода [O I], однократно ионизированного кислорода [O II] и т. д.
Интенсивные запрещённые линии в спектрах туманностей принадлежат ионизованным атомам кислорода (O2+ и O+) и азота (N+), а запрещённые линии в спектрах солнечной короны — сильно ионизованным атомам железа (Fe13+, Fe12+, Fe10+ и Fe9+) и никеля (Ni14+, Ni12+ и Ni11+). Все эти линии соответствуют переходам между уровнями с одинаковой чётностью, принадлежащим внешним электронным оболочкам типа 2p², 2p³ (для ионов кислорода и азота) и типа 3p, 3p², 3p⁴ и Зр⁵ (для ионов железа и никеля). В частности, самая интенсивная зелёная линия «корония» 530,3 нм соответствует квантовому переходу 3p²P3/2 — 3p²P1/2 в 13-кратно ионизованном атоме железа (Fe13+) [Fe XIV].
Исследование интенсивностей запрещённых линий лежит в основе определения температур планетарных туманностей.
Запрещённые линии наблюдаются, к примеру, в спектрах B[e]-звёзд.